# Ischnocnema randorum
Ischnocnema randorum är en groddjursart som först beskrevs av Heyer 1985.  Ischnocnema randorum ingår i släktet Ischnocnema och familjen Brachycephalidae. IUCN kategoriserar arten globalt som otillräckligt studerad. Inga underarter finns listade i Catalogue of Life.